# Anthrenus
Anthrenus (Geoffroy, 1762) è un genere di coleotteri della famiglia Dermestidae.

## Descrizione

### Adulto
Generalmente presentano un corpo tondeggiante con le elitre, il pronoto e la testa, in mezzo agli occhi, che mostrano uno schema di colori tra il marrone scuro ed il bianco differente a seconda della specie. La parte inferiore, invece, è di un colore grigio con delle macchie nere in prossimità delle zampe. Esse sono estremamente piccole, quasi filiformi ma questo è giustificato dal fatto che per spostarsi questi insetti volino con una certa agilità riuscendo, grazie alla loro leggerezza, a cambiare direzione molto in fretta e a rimanere sospesi in aria per qualche istante, oltre che a raggiungere una certa velocità. Le zampe, invece, consentono camminate abbastanza goffe e vengono utilizzate per tragitti brevi. Le loro dimensioni in genere non superano i 5 mm. Gli adulti di questo genere di insetti si nutrono di nettare, a differenza delle larve.

### Larva

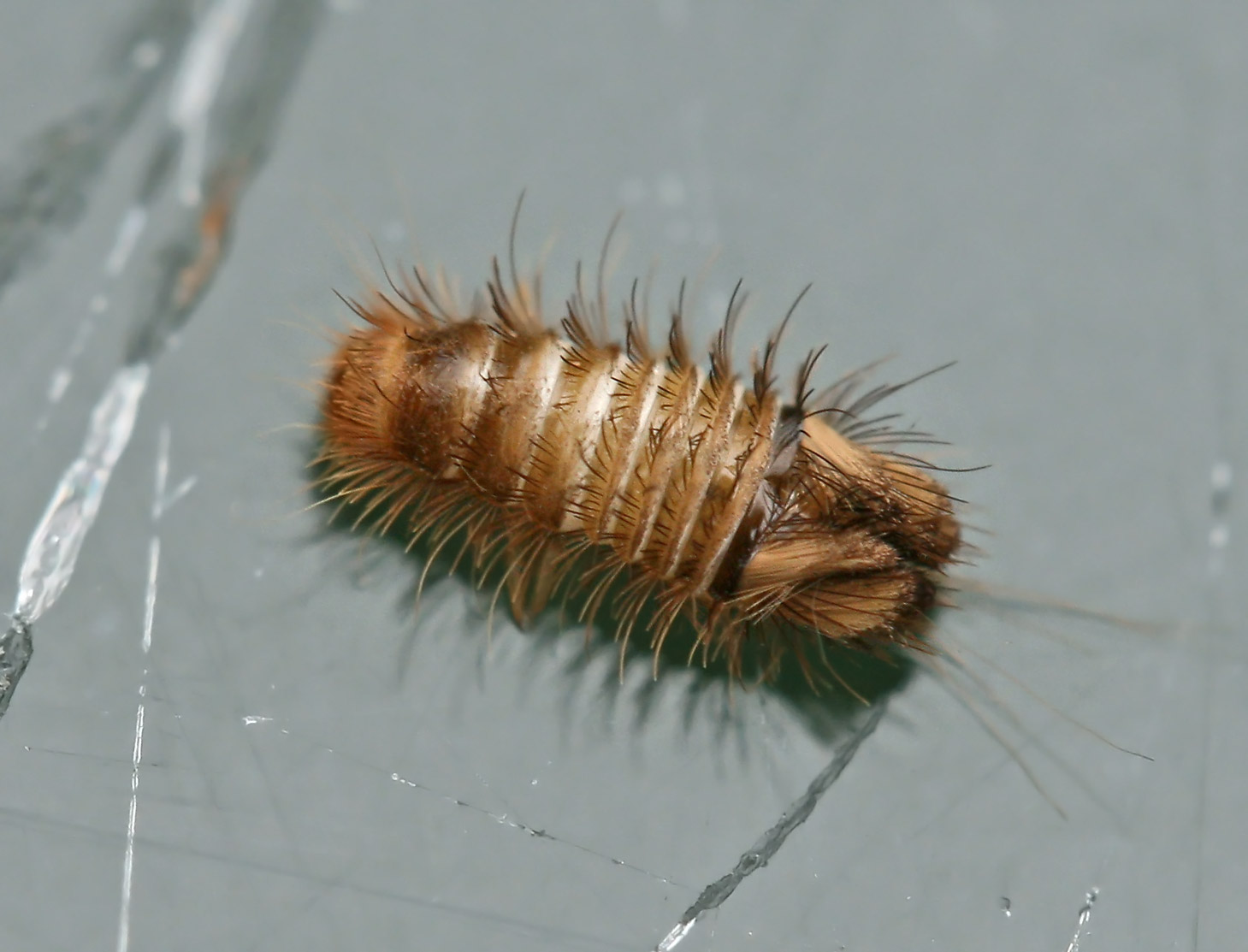
Larva di Anthrenus.

Le larve sono di color caramello e si nutrono delle carcasse di insetti morti. Presentano 3 paia di zampe che utilizzano per muoversi e sono di forma semicilindrica. Le larve possiedono, al contrario degli adulti, un paio di mandibole abbastanza robuste posizionate nella parte inferiore della testa. Sono ricoperte da una peluria sensoriale e, sul dorso, si possono notare una serie di segmenti non del tutto fusi tra di loro. Il torace è diviso dall'addome da un evidente segmento di colore più scuro rispetto al resto del corpo. Lo stadio larvale dura circa un anno, dopodiché nascono gli adulti che daranno il via ad un nuovo ciclo.

## Distribuzione e habitat
Questi coleotteri sono rinvenibili nelle zone temperate dove vi è la presenza di alcuni cespugli in fiore sono, di conseguenza frequentemente visibili nei giardini, anche se non rappresentano una minaccia per le piante di cui si nutrono. Gli adulti prediligono fiori dalla colorazione chiara.

## Tassonomia
Alcune specie:
- Anthrenus coloratus
- Anthrenus delicatus
- Anthrenus flavipes
- Anthrenus israelicus
- Anthrenus museorum
- Anthrenus namibicus
- Anthrenus pimpinellae
- Anthrenus scrophulariae
- Anthrenus verbasci